# Synagoge Hagenbach (Pretzfeld)
Die Synagoge in Hagenbach, einem Ortsteil der Gemeinde Pretzfeld im oberfränkischen Landkreis Forchheim in Bayern, wurde 1727 errichtet und 1868 erweitert.
Die Synagoge war ein eingeschossiges Gebäude mit Bogenfenstern und einem runden Misrachfenster über dem Toraschrein. An die Synagoge war 1827 ein zweigeschossiges Schulhaus mit Lehrerwohnung im Obergeschoss angebaut worden.

## Zeit des Nationalsozialismus
In der Zeit des Nationalsozialismus erklärten die Behörden das Gebäude für baufällig, um die Synagoge auf legale Weise zu beseitigen. Um den Abbruch zu verhindern, verkauften die letzten Eigentümer Synagoge und Schule am 16. September 1938 an eine christliche Familie des Dorfes. Trotzdem wurden beim Novemberpogrom 1938 von SA-Männern aus Pretzfeld die noch vorhandenen Einrichtungsgegenstände und Gemeindedokumente gestohlen und verbrannt. Das Niederbrennen des Gebäudes konnte verhindert werden. Die Synagoge wurde noch im selben Jahr abgebrochen und an der Stelle ein Garten angelegt. 